# دنس‌هال
دنس‌هال (به انگلیسی: Dancehall) یکی از سبک‌های موسیقی جامائیکایی است که در در دهه ۱۹۷۰ گسترش پیدا کرده‌است.